# 人見光行
人見 光行（ひとみ みつゆき、弘長元年（1261年） - 元弘3年/正慶2年2月2日（1333年2月16日））は、鎌倉時代末期の武士。別名に基堅。通称は四郎、四郎入道。法名は恩阿。『太平記』では人見恩阿と表記される。人見高綱の子とされており、『武蔵武士』によると、子に行氏。
武蔵榛沢郡(現在の深谷市)人見郷を本拠地とした人見氏は武蔵七党の一つ猪俣党の庶流。光行は鎌倉幕府第14代執権北条高時に仕えた御家人。東京都八王子市の子安神社は、元徳2年(1330年)人見光行が再建したと伝えられている。
人見四郎入道恩阿が寄進した神櫃銘文の写が伝えられており、「武州多西郡子安大明神、元徳二年七月再造御移奉也、同国多東郡住人見四郎入道光行寄進」と記載されている。
元弘の乱では、幕府軍に従軍する。
『太平記』巻六「赤坂合戦事付人見本間抜懸事」によると、元弘3年（1333年）2月2日、楠木正成の籠る赤坂城攻城戦で、本間資貞と共に抜け駆けをし、討ち死にを遂げた。享年73。
「花さかぬ 老木の桜 朽ちぬとも その名は苔の 下に隠れじ」（辞世）

## 墓所について
墓所は、東京都府中市浅間山公園の南西部にあり、平成2年(1990年)3月に府中市教育委員会が墓跡と伝えられる場所に御影石と花崗岩で作った墓標を建てている。墓標には「人見四郎の墓標　ここは鎌倉時代末期から南北朝時代にかけて活躍した武士人見四郎の墓跡と伝えられる」と刻まれている。
東京都府中市浅間山が人見氏の居館跡と伝承されているため、ここが墓跡と考えられたと思われる。しかしながら、かつて浅間山が人見山と呼ばれ、周囲が人見ヶ原と呼ばれていた事は人見氏とは無関係であり、孤立丘で眺望が利き、周囲を監視(人見)したり、遠くからもよく見える丘という意味で人見山と名付けられたという説もあり、戦死した地や、人見氏の累代の墓所がある榛沢郡人見郷の一乗寺ではない事から、疑問が残されている。

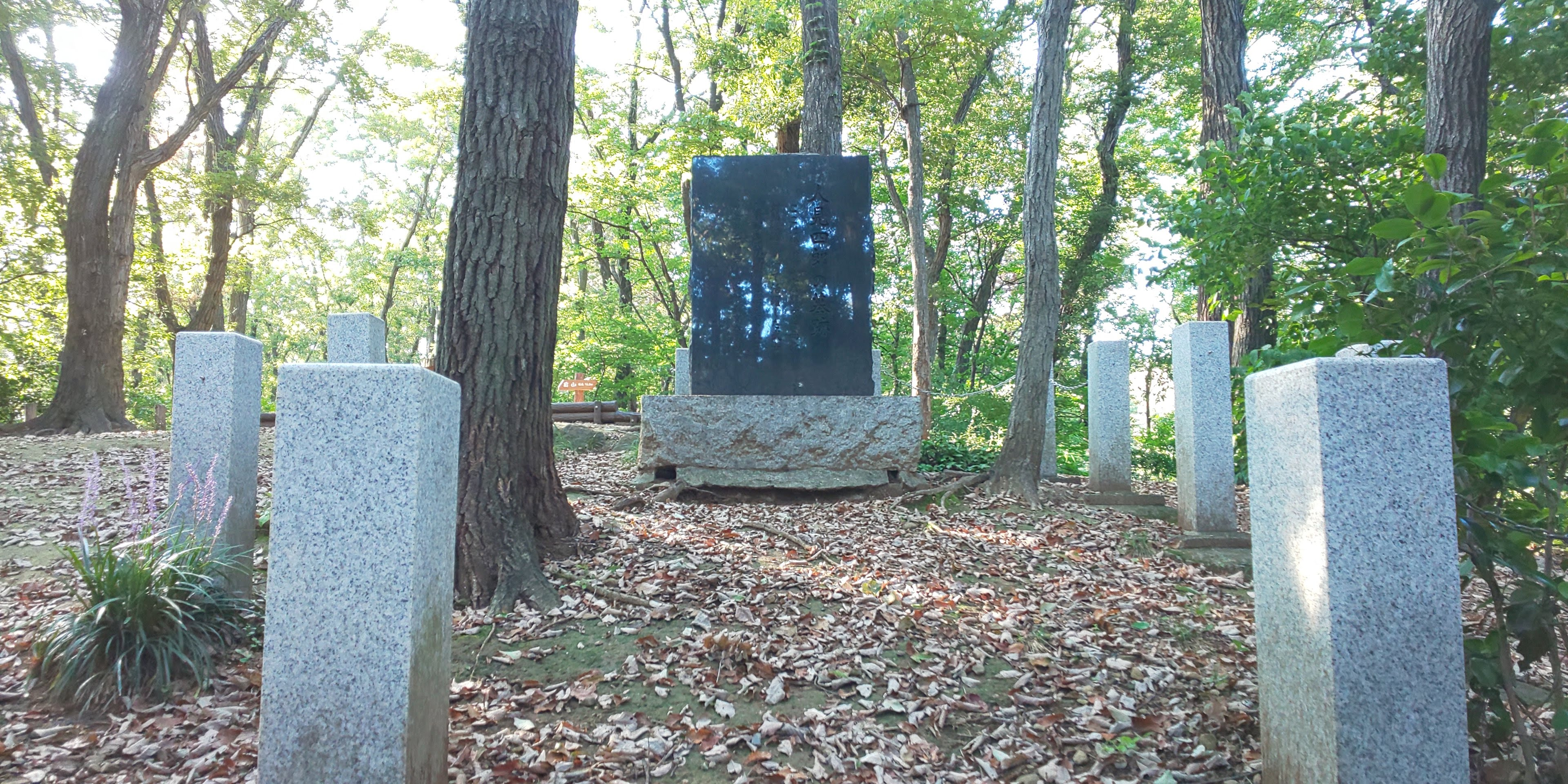
府中市教育委員会が平成2年に建墓した墓跡